# 里斯 (密歇根州)
里斯（英語：Reese）是位於美國密歇根州薩吉諾縣布拉姆菲爾德鎮區及土斯科拉縣登馬克鎮區的一個村。

## 人口
根據2020年美國人口普查的數據，里斯的面積為3.50平方千米，當中陸地面積為3.50平方千米，而水域面積為0.00平方千米。當地共有人口1261人，而人口密度為每平方千米360人。